# Planctogystia brunneofasciatus
Planctogystia brunneofasciatus is een vlinder uit de familie houtboorders (Cossidae). De wetenschappelijke naam van deze soort is voor het eerst geldig gepubliceerd in 1930 door Gaede.
De soort komt voor in tropisch Afrika.